# Episodi di High Hopes

## Elenco episodi

### Pilota (1999)
- Saving Private Ryan

### Prima stagione (2002)
- Saving Private Ryan
- To Catch a Thief
- Do the Right Thing
- Heavens Above!
- Primary Colours
- Indecent Proposal

### Seconda stagione (2003)
- Pretty Woman
- Rear Window
- Human Jungle
- Stardust
- Lethal Weapon
- Mission Impossible

### Terza stagione (2004)
- Only Two Can Play
- The Italian Job
- Privates on Parade
- The Accused
- The Roman Spring of Mrs Stone
- Of Mice and Men

### Quarta stagione (2005-2006)
- Invasion of the Body Snatchers
- Every Picture Tells a Story
- As You Like It
- A Touch of Class
- Close Encounters of the Third Kind
- Uncle Tom
- Planet of the Apes: Part 1
- Planet of the Apes: Part 2
- A Christmas Story

### Quinta stagione (2007)
- The Hunchback of Notre Dame
- Dead Man Walking
- Séance on a Wet Afternoon
- The Outsider
- The Fly

### Sesta stagione (2008)
- The Hand That Rocks the Cradle
- I Never Promised You a Rose Garden
- Nine to Five
- A Passage to India
- Internal Affairs
- Saturday Night and Sunday Morning

### Special (2009)
- High Hopes: Best Bits Episode 1
- High Hopes: Best Bits Episode 2
- High Hopes: Best Bits Episode 3